# Patrícia Muniz de Medeiros
Patrícia Muniz de Medeiros é uma cientista etnobotânica brasileira que pesquisa e relação dos seres humanos com as plantas, incluindo o uso de plantas alimentícias não convenionais (PANCs). Patrícia é professora da Universidade Federal de Alagoas (UFAL). Em 2019, foi ganhadora da etapa nacional do prêmio Prêmio L'Oréal-UNESCO para mulheres em ciência em parceria com a Academia Brasileira de Ciências, na categoria Ciências da Vida, e no ano seguinte foi a única brasileira a ganhar a etapa mundial do prêmio, na categoria International Rising Talents.
Patrícia concluiu sua graduação em Ciências Biológicas na Universidade Federal de Pernambuco (UFPE) em 2008, e em seguida fez mestrado e doutorado em Botânica pela Universidade Federal Rural de Pernambuco (UFRPE), se tornando doutora em 2012. Já foi docente na Universidade Federal da Bahia (UFBA) e na Universidade Federal do Oeste da Bahia (UFOB), antes de ir para a UFAL, onde leciona desde 2015.
De acordo com a UFAL, sua pesquisa envolve Etnobotânica, Ecologia humana, Etnoecologia e Antropologia médica. Patrícia também está envolvida em projetos de extensão a respeito da transição agroecológica e da popularização das PANCs, e coordenou o projeto TV Agroecologia. Faz parte do corpo docente dos cursos de Agroecologia e de Engenharia Florestal, dentre outros.
Recebeu os prêmios L'Oréal-UNESCO devido à pesquisa sobre uso e disposição para o consumo de PANCs, buscando identificar o perfil socioeonômico e estratégias para ampliar o consumo deste tipo de alimento. Parte das pesquisas foi desenvolvida em regiões rurais de cidades como Piaçabuçu, interior do Alagoas. O consumo de PANCs pode levar a uma maior segurança alimentar, aumentando a diversidade de alimentos consumido, diminuindo a necessidade de uso de pesticidas, e pode aumentar a renda de comunidades rurais. Um dos objetivos é diminuir a distância entre o conhecimento ancestral sobre as plantas e o que a população em geral sabe sobre elas. Com os prêmios, Patrícia recebe uma bolsa, que irá auxiliar em sua pesquisa.
Em 2020, deu uma entrevista à Folha sobre sua pesquisa, sobre a situação das mulheres na ciência no Brasil e as dificuldades de manter a produção científica quando se é mãe.